# کوه جیچو دریک
کوه جیچو دریک (به لاتین: Mount Jitchu Drake) یک کوه در بوتان (کشور) است.